# آکرا
اکرا‎/əˈkrɑː/‎ پایتخت جمهوری غنا در غرب آفریقا است.

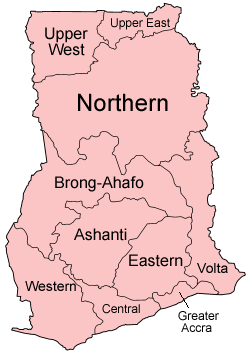